# Солнечная регата
«Солнечная регата» (англ. Russian Solar regatta) — международные инженерные соревнования, в ходе которых команды разрабатывают, конструируют и демонстрируют возможности построенных ими плавательных средств (лодок и катеров) на солнечных батареях.
Проводятся в России с 2014 года. С 2017 года регата проводится АНО «Национальный центр инженерных конкурсов и соревнований» в рамках проекта «Инженерные конкурсы и соревнования», входящего в утвержденную дорожную карту «Маринет» Национальной технологической инициативы (НТИ), которая реализуется при поддержке Агентства стратегических инициатив. Соревнования имеют статус всероссийского инженерного конкурса (ВИК). Президентом оргкомитета соревнований является директор АНО «Национальный центр инженерных конкурсов и соревнований» Евгений Валерьевич Казанов.

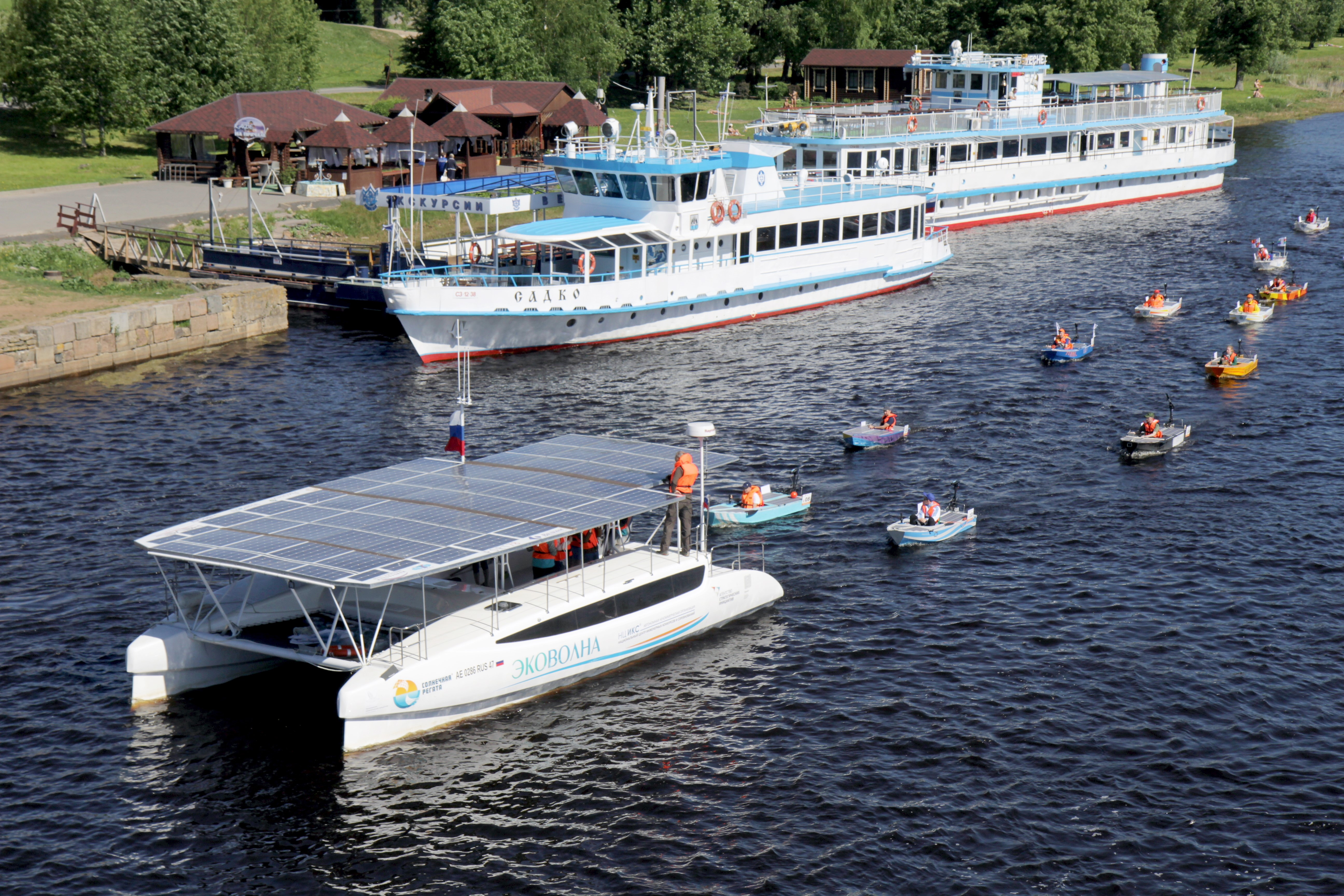
«Солнечная регата-2018» г. Великий Новгород

## Правила соревнований
Соревнования проводятся ежегодно в открытых акваториях городов России.
В ходе соревнований студенческие и школьные команды разрабатывают, конструируют и демонстрируют возможности построенных ими плавательных средств на солнечных батареях. Проектирование и создание лодок на солнечных батареях осуществляется студентами на базе технических ВУЗов и школьниками на базе общеобразовательных школ, центров детского и юношеского творчества.
В состав каждой команды входят капитан, конструкторы, пилот, инженер-конструктор, инженер-электротехник, промышленный дизайнер, инженер-программист и pr-менеджер.
В оценке выступлений учитывается скорость движения, маневренность и устойчивость разработанного, созданного своими руками плавательного средства.

## История соревнований в России
Проект был задуман и воплощён выпускниками МШУ «Сколково». Он стартовал осенью 2013 года и уже в июле 2014 года в московских Лужниках были проведены первые в России соревнования катеров на солнечных батареях.
С 2014 года в соревнованиях принимают участие студенческие команды технических ВУЗов России и зарубежных стран (Германии, Венгрии, Голландии, Польши и Монако).
С 2017 года в регате принимают участие школьные команды из Москвы и Московской области, региональных Центров детского и юношеского творчества (ЦДЮТ) и центров профессиональной ориентации.

## Результаты соревнований

### 2014
26 июля 2014 года в Москве в СК «Лужники» состоялись первые в России инженерные соревнования в сфере водного транспорта, приводимого в движение солнечной̆ энергией̆. В них приняли участие 9 команд российских вузов и 1 команда из Монако. Победителем стала команда Самарского государственного технического университета, опередившей действующих чемпионов мира – команду «Синергия» из Монако.

### 2015
30 мая 2015 года в Санкт-Петербурге в акватории Ленэкспо на Васильевском острове состоялась вторая «Солнечная регата». Победителем стала команда Рязанского государственного радиотехнического университета, которая установила рекорд России по скорости – около 35 км/час.

### 2016
С 2016 года соревнования стали проводиться в два этапа. Первый этап прошёл 11–12 июня 2016 года на гребном канале в Нижнем Новгороде в четырёх классах. В классе А (мощность электродвигателя до 1 кВт) и классе «Движение на солнечных панелях без накопителей электроэнергии» победителем стал Санкт-Петербургский государственный морской технический университет. В классе B (мощность от 1 до 3 кВт) – Нижегородский государственный технический университет им. Р. Е. Алексеева; в классе С (мощность более 3 кВт) – КБ «Аврора», Рязанский государственный радиотехнический университет.
Второй этап состоялся 1 сентября 2016 года во Владивостоке. В нём приняли участие студенты технических вузов Москвы, Владивостока, Комсомольска-на Амуре, Хабаровска и Якутска. Победителями стали: в классе А (мощность до 1 кВт) — КБ Аврора РГРТУ; в классе B (мощность от 1 до 3 кВт) — Московский политехнический университет.

### 2017
В 2017 году первый этап соревнований прошёл 27 мая на Гребном канале Нижнего Новгорода. В номинации «Челночная гонка» победила команда НГТУ им. Р.Е. Алексеева. В номинации «Гонки на солнечных батареях» победил Московский политехнический университет.
Второй этап прошёл 22 июля 2017 года в Калининграде, в акватории озера Верхнее. Победителями стали: в классе А (мощность до 1 кВт) — Санкт Петербургский морской технический университет, в классе B (мощность от 1 до 3 кВт) — команда технического университета Вильдау (Германия).

### 2018
Первый этап соревнований прошёл 26 мая 2018 года в Великом Новгороде. В нём приняли 24 команды из 16 регионов России. Появилось две новые категории: лодки-беспилотники и лодки, построенные командами школьников. Победителем в номинации «Беспилотные судна на солнечных батареях» стала команда «Boat» из Хабаровска. Победителями студенческих соревнований стали: в категории Еврокласс II – Московский политехнический университет, в категории Еврокласс I – Санкт-Петербургский государственный морской технический университет. В общем зачёте школьных соревнований победил «ТехУспех» из Калининграда, а в гонке – «Солнечный апельсин» из Нижнего Новгорода .
Второй этап прошёл 22 сентября в Грозном. В регате приняли участие команды из 15 регионов России. Победителем студенческих соревнований стал Московский политехнический университет, а школьных соревнований – «Солнечный парус» из Нижнего Новгорода.

## «Солнечная регата» за рубежом

### Wildauer Solarbootregatta 2017
С 8 по 12 сентября 2017 года в немецком городе Вильдау на реке Даме прошла регата, в которой состязались 22 европейские и российские команды. Организаторами соревнований выступили Технический университет Вильдау, российский Национальный центр инженерных конкурсов и соревнований, клуб водных видов спорта Вильдау и Берлин-Бранденбургской ассоциация солнечных лодок.
Россию в регате представляли 5 команд. Лучшие результаты – 3 место СПбПУ им. Петра Великого в экспериментальном классе и 3 место Московского политехнического университета в общем зачёте.

### Solarbootregatta Werbellinsee 2018
30 июня 2018 года в акватории озера Фербеллин состоялись семнадцатые инженерные соревнования «Solarbootregatta Werbellinsee». Участниками регаты стали 12 команд из Германии и 5 команд из России. Первые два места в третьей категории регат заняли команды Московского политехнического университета и «Эковолна» Центра социальной (постинтернатной) адаптации.

### Wildauer Solarbootregatta 2018
Тридцатые международные инженерные соревнования «Wildauer Solarbootregatta» состоялись 8 сентября 2018 года. В них участвовали команды из Германии, Польши, Голландии и России. В состав российской делегации вошли четыре команды: из Калининграда, Тольятти и две из Москвы. Гонки проходили в трёх категориях (Категория I «Электрика», категория II «Скорость» и категория III «Эксперимент») по схеме: спринт, слалом, выносливость. Лучшим результатом среди российских команд стало третье место в первой категории команды «ТехУспех» из Калининграда.

## Отзывы
Советник генерального директора Фонда содействия инновациям Иван Михайлович Бортник так охарактеризовал регату: ««Солнечная регата» — это не просто соревнования между молодыми амбициозными инженерами. Это продвижение перспективных технологий на водном транспорте, а главное — вовлечение молодёжи в научно-техническое творчество. Этим важно заниматься со школьной скамьи, мы в этом твёрдо убеждены. Фонд готов и дальше поддерживать мероприятия по популяризации научного творчества и поощрять инициативную молодёжь».

## Награды
- Премия Федерального агентства морского и речного транспорта в номинации «Лучшая методика проведения морского мероприятия с детьми» (2018)[40].